# Bruntskameren
De Bruntskameren of Bruntscameren is een complex van vijftien vrijwoningen in de binnenstad van Utrecht.
De eenkamerwoningen werden in opdracht van de advocaat Frederik Brunt op het erf van zijn huis Klein Lepelenburg gebouwd in 1621 ten behoeve van arme weduwen, die naast gratis wonen ook voedsel en brandstof kregen. Het hoofdgebouw werd ontvangstruimte voor zijn erfgenamen en bevat een barok gebeeldhouwde poort. Nog steeds wordt daar eenmaal per kwartaal op grond van een uit 1742 daterend testament van Hillegonda Schoormond geld uitgereikt aan behoeftige bejaarden. Het complex bevat een tuin, waar in 1979 een beeldje ter herinnering aan C.C.S. Crone werd geplaatst. Het beeld is gemaakt door Hans Bayens.
De naam Bruntenhof is ontleend aan de gemeenschappelijke tuin (hof) achter de eenkamerwoningen welke met heemplanten is beplant en door de bewoners wordt onderhouden. De huisjes waren eerst onderdeel van Lepelenburg maar later kregen de straatjes de namen Bruntenhof en Bruntensteeg. De huisjes worden thans van Lepelenburg afgescheiden door villa Lievendaal. In 1976 nam de stichting Het Utrechts Monumentenfonds het bezit van het complex over en voerde tussen 1979 en 1981 een restauratie uit. In deze eenkamerwoningen bevinden zich nog steeds de originele bedstede van weleer.

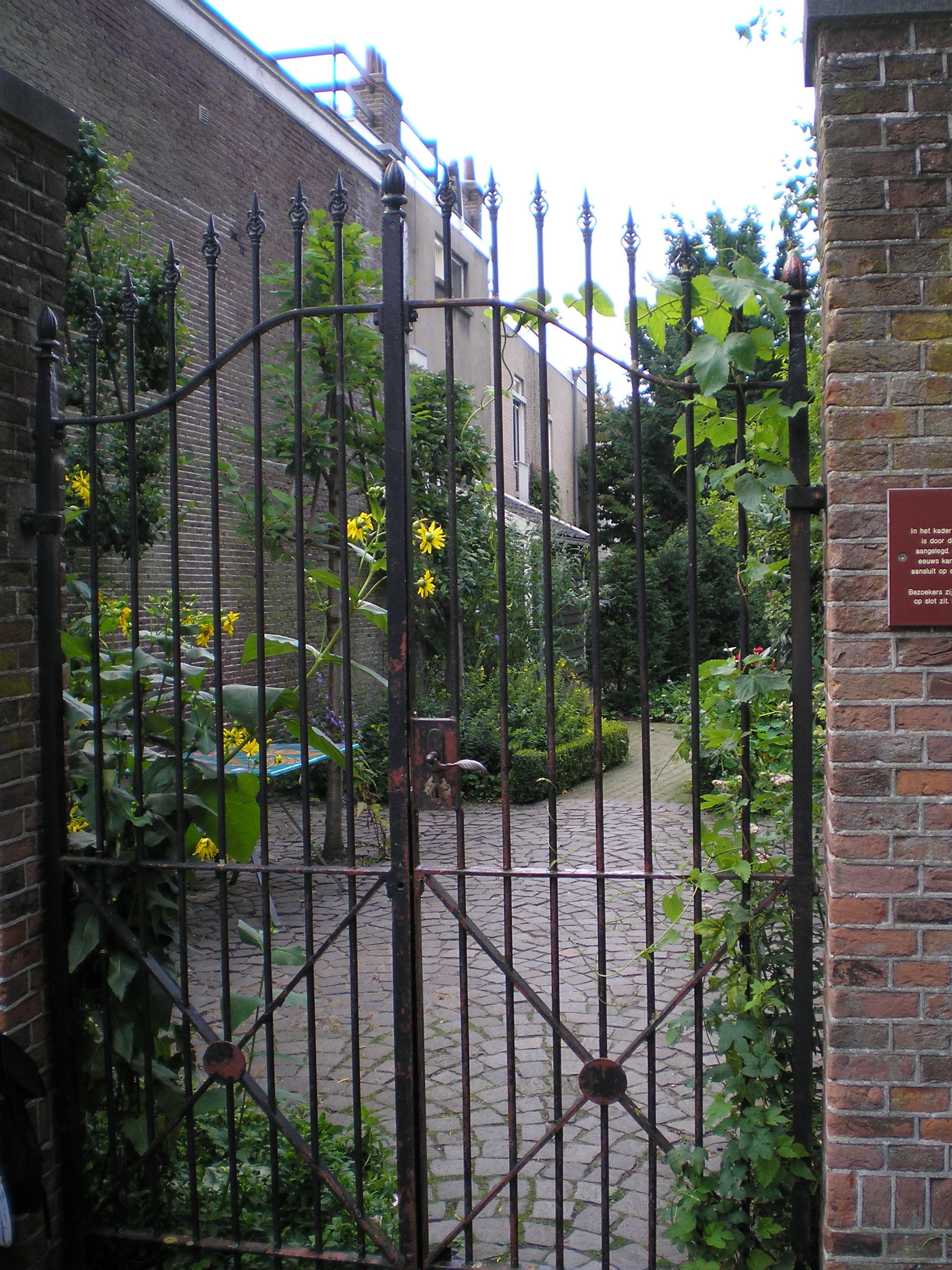
Toegangshek tot de gemeenschappelijk tuin (hof) van het Bruntenhof
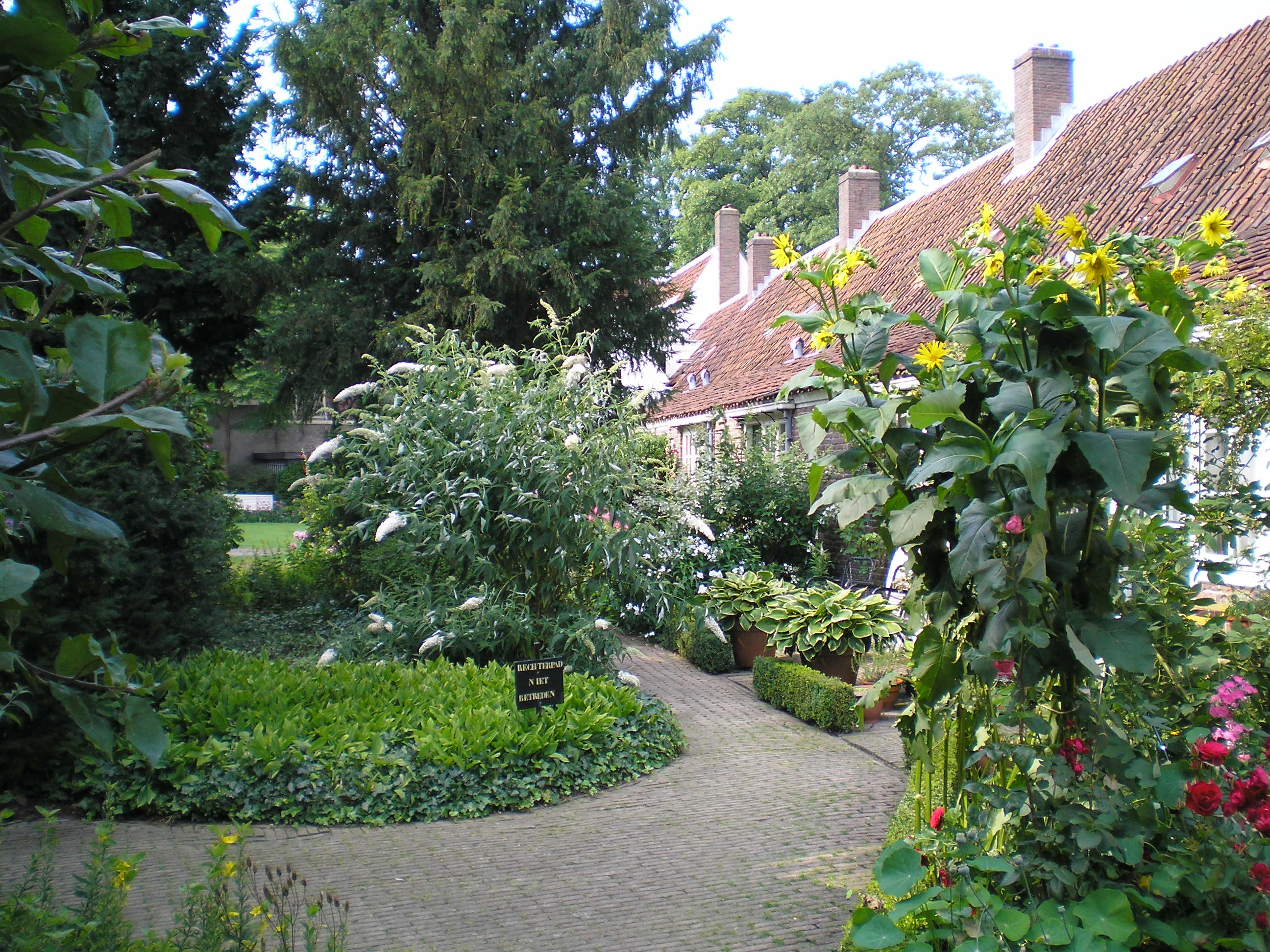
Gemeenschappelijke tuin (hof) van het Bruntenhof
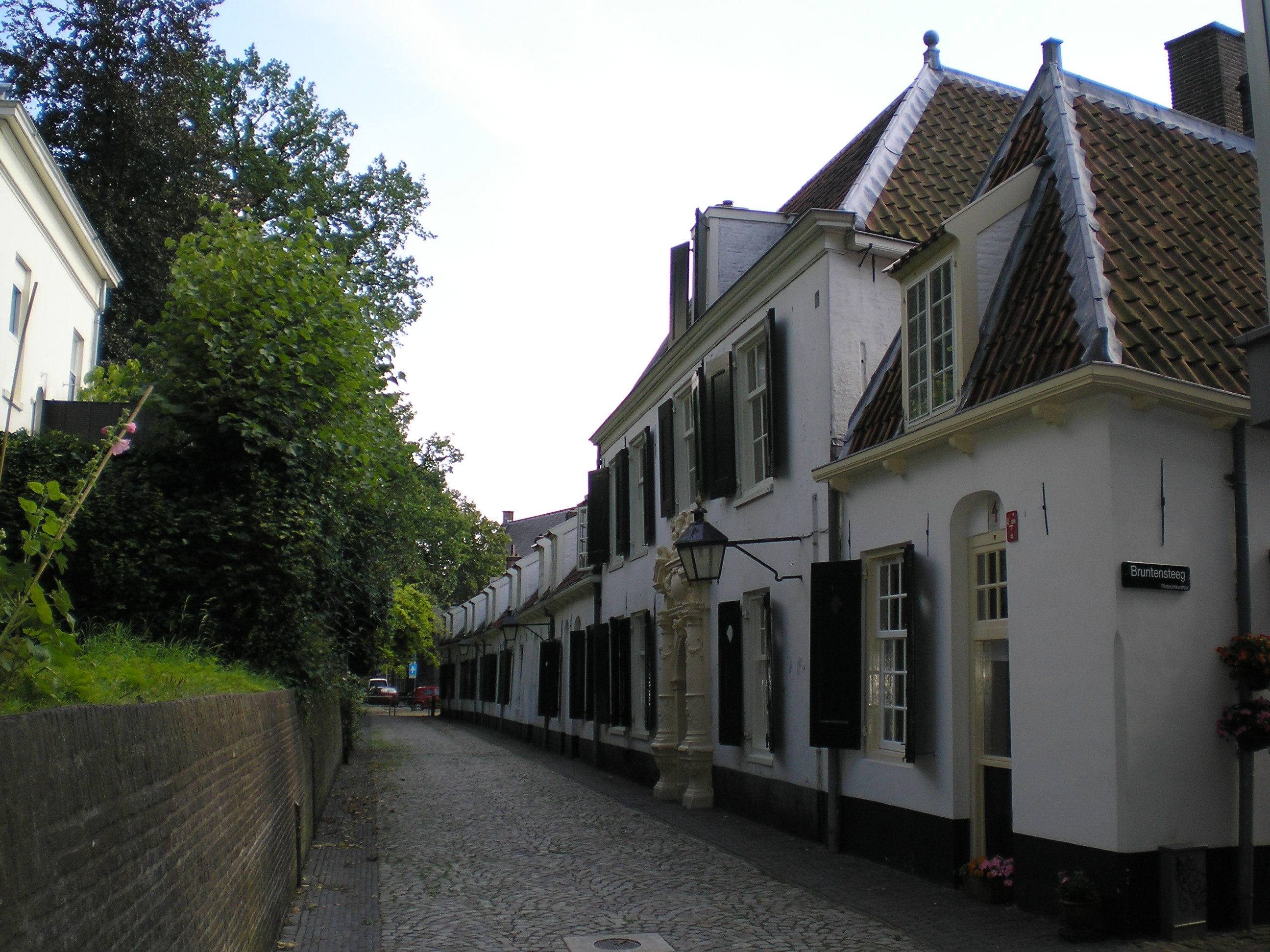
Bruntenhof met links Lievendaal
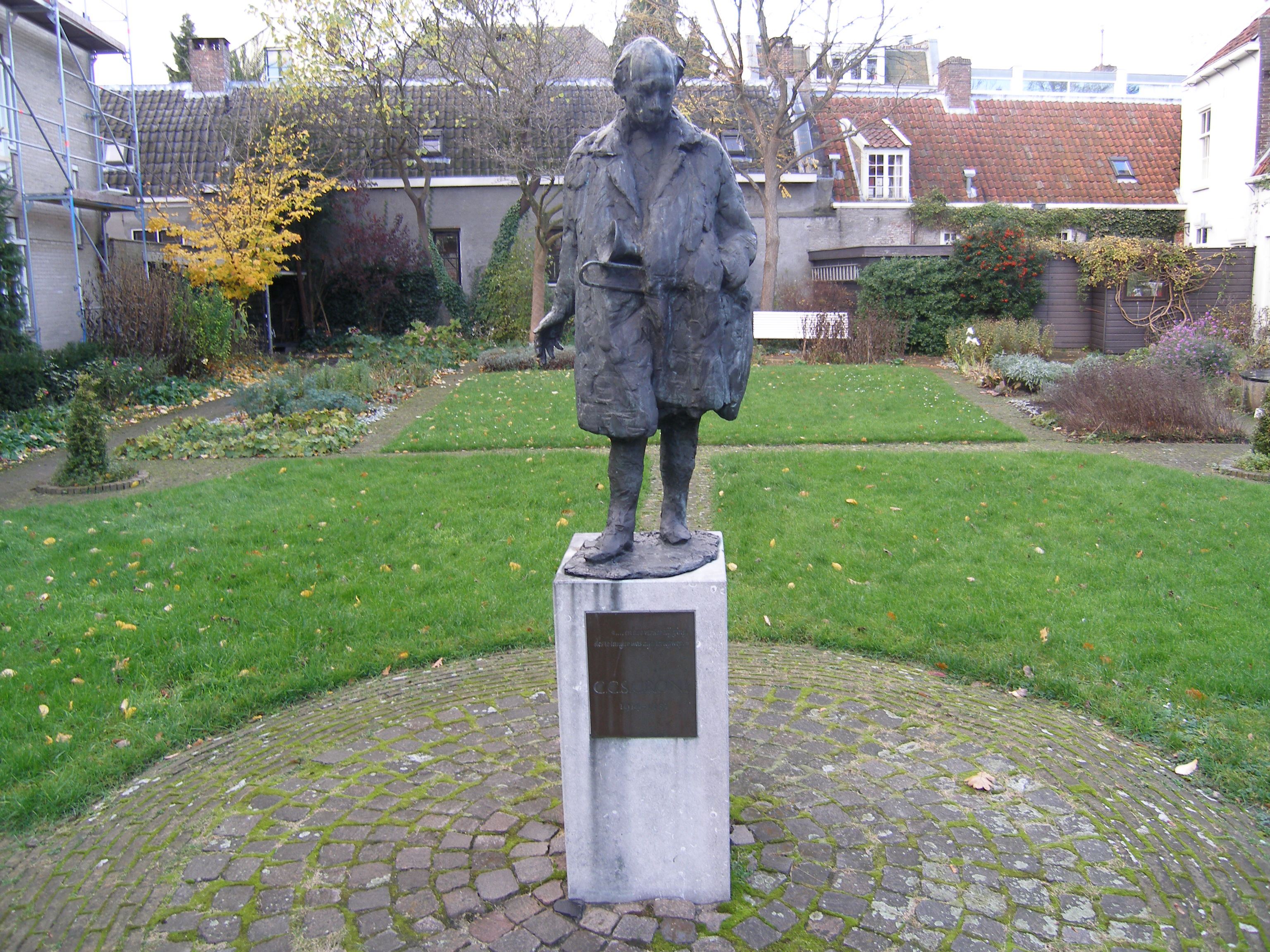
Standbeeld van C.C.S. Crone